# 日本広告業協会
一般社団法人日本広告業協会（にほんこうこくぎょうきょうかい、英: Japan Advertising Agencies Association、略称: JAAA）は、日本の広告代理店で組織された業界団体である。経済産業省所管。

## 概要
- 本部所在地 - 〒104-0061 東京都中央区銀座7-4-17 電通銀座ビル8階
- 設立 - 1950年5月1日（1950年5月7日に社団法人化）

## 主な事業
広告に関する調査・研究、渉外活動、資料の発行、広告の受け手に対して広告の役割を知ってもらうための広告展開などを行う。本協会の前身の日本新聞放送広告業者協会の幹事長であった吉田秀雄の業績を記念し、1964年より吉田秀雄記念賞を制定。広告業界の発展に寄与したり、広告業界の研究において著名な実績を上げた者に対し表彰を行う。

## 表彰事業[1]
- 吉田秀雄記念賞
- クリエイター･オブ･ザ･イヤー賞
- JAAA懸賞論文
- 広告業界の若手が選ぶ、コミュニケーション大賞 （JAAA若手大賞）

## 定期刊行物[2]
- JAAAレポート（毎月1日発行）
- 懸賞論文　入賞・入選作品集（毎年5月発行）
- クリエイターズ・オブ・ザ・イヤー特集（毎年5月発行）
- 広告ビジネス入門 第24版 （2022年9月発行／隔年発行）
- 新聞広告料金表（2022年7月発行／毎年１回発行）
- 放送広告料金表（2022年10月発行／毎年１回発行）